# Hooper (Utah)

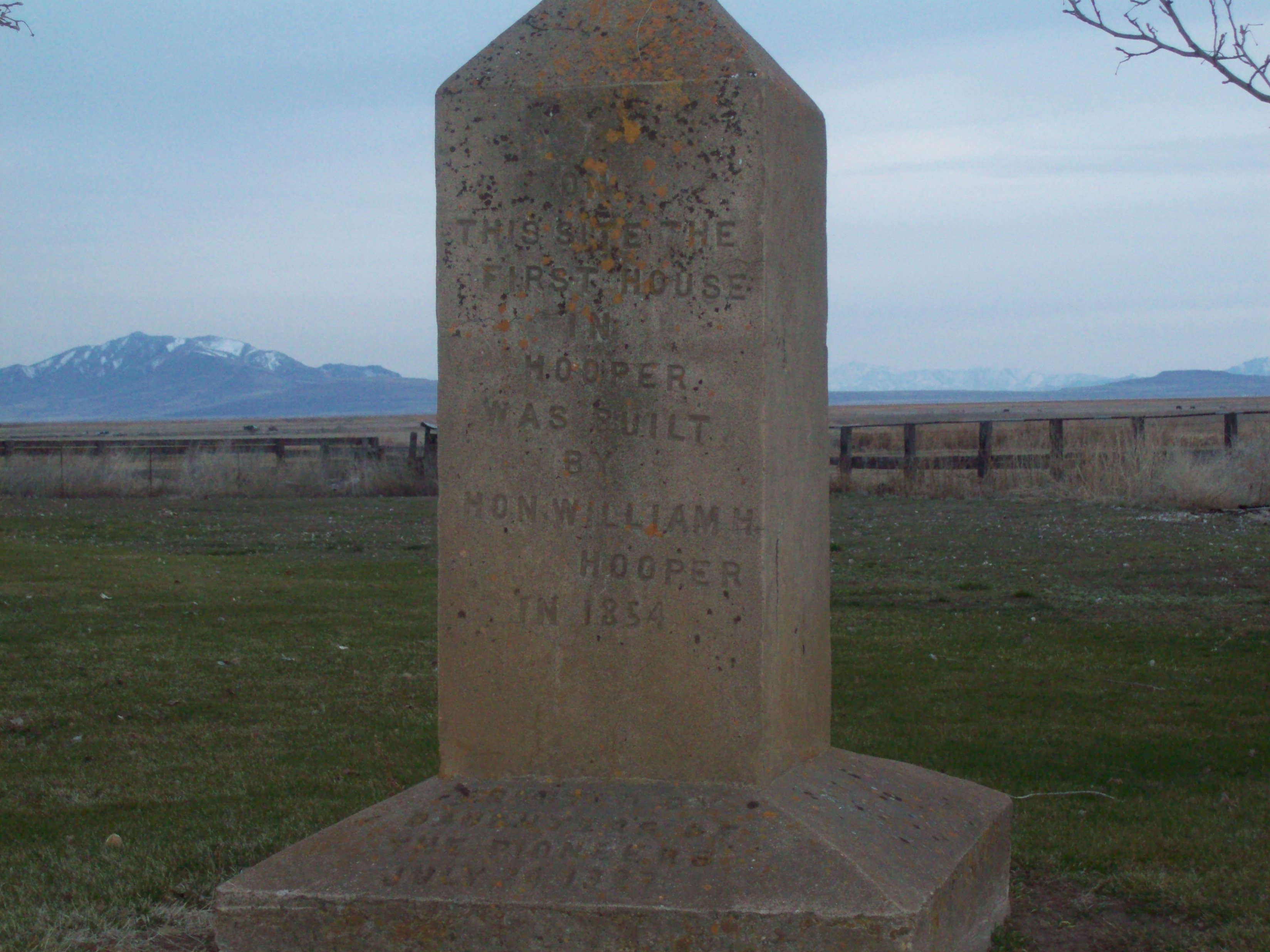
Monumento al primer lugar construido en Hooper, Utah.

Hooper es una ciudad del condado de Weber, estado de Utah, Estados Unidos. Según el censo de 2000 la población era de 3.926 habitantes. Antes de la incorporación de la ciudad el 20 de noviembre de 2000, Hooper era un lugar designado por el censo (census-designated place o CDP). 

## Geografía
Hooper se encuentra en las coordenadas 41°10′2″N 112°7′4″O / 41.16722, -112.11778.
Según la oficina del censo de Estados Unidos, el CPD tenía una superficie total de 30,3 km². De los cuales 29,9 km² son tierra y 0,4 km² (1,45%) están cubiertos de agua.
- Datos: Q482638
- Multimedia: Hooper, Utah / Q482638

1. ↑  Zip Data Maps, código ZIP n.º 84315.